# Чикман (река)
Чикман — река в России, протекает в Александровском районе Пермского края. Длина реки составляет 55 км, площадь водосборного бассейна — 600 км².
Река вытекает из Чикманского болота на предгорьях Среднего Урала. Исток лежит на водоразделе Косьвы и Яйвы, находится к востоку от горы Шелудяк (695 м НУМ). Течёт главным образом в западном и северо-западном направлениях, течение носит горный характер. Русло реки сильно извилистое, берега в верхнем и среднем течении скалистые, в нижнем течении берега болотистые, много прямых длинных плесов. Весной и в осенний паводок вода высокая, летом река сильно мелеет.
Почти всё течение реки проходит среди гор и холмов, покрытых таёжным лесом, в нижнем течении река огибает с юга возвышенность Чикманский Камень. Ширина реки в верхнем течении 10-15 метров, в нижнем около 20 метров. В нижнем течении река часто разбивается на протоки, образуя острова.
В среднем течении на левом берегу реки стоит посёлок Чикман.
Впадает в Яйву выше деревни Сухая.

## Притоки (км от устья)
- река Власье (пр)
- река Островная (лв)
- река Мелехино (пр)
- 18 км: река Талица (лв)
- река Сухая (пр)
- 23 км: река Сюзь (лв)
- река Каменка (пр)
- река Алёшина (лв)
- река Рассольная (пр)
- 33 км: река Полуденная (лв)
- река Мутная (пр)
- река Булыга (пр)
- река Молчанка (пр)
- река Чердынская (пр)

## Данные водного реестра
По данным государственного водного реестра России относится к Камскому бассейновому округу, водохозяйственный участок реки — Кама от города Березники до Камского гидроузла, без реки Косьва (от истока до Широковского гидроузла), Чусовая и Сылва, речной подбассейн реки — бассейны притоков Камы до впадения Белой. Речной бассейн реки — Кама.
Код объекта в государственном водном реестре — 10010100912111100007093.